# Société (sciences sociales)
Pour les articles homonymes, voir Société.

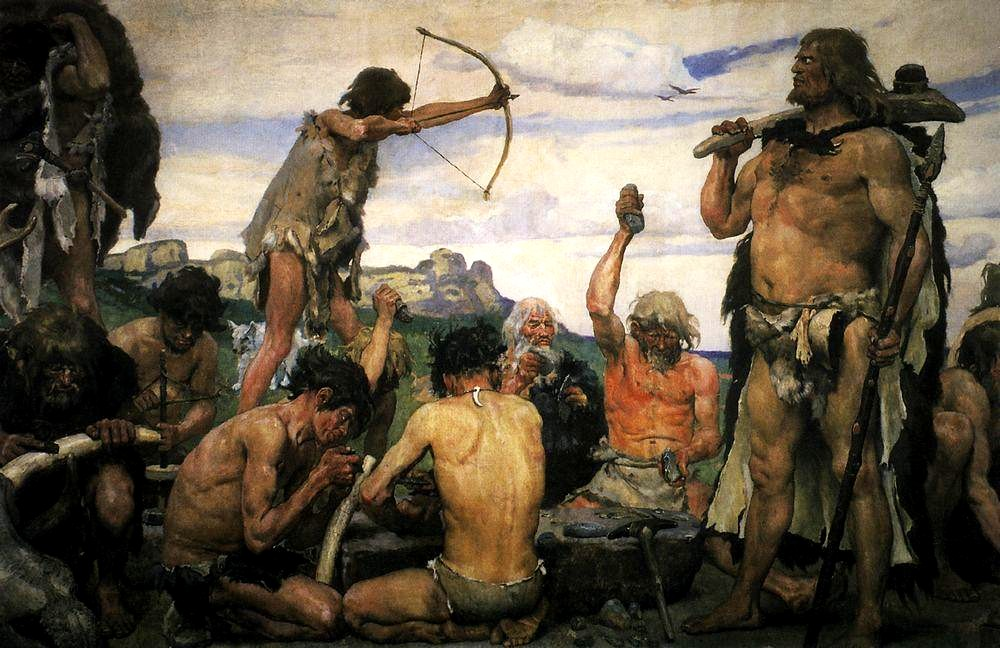
Image montrant les premières sociétés durant les premières ères humaines.

Le terme société, en sciences sociales, désigne un ensemble de personnes qui partagent des normes, des comportements et une culture, et qui interagissent en coopération pour former des groupes sociaux ou une communauté.

## Origine et transformations
Le terme a été introduit analytiquement, à travers ses écrits, par le sociologue Ferdinand Tönnies en 1887 dans son ouvrage Gemeinschaft und Gesellschaft (traduit en français sous le titre Communauté et société). Tönnies caractérise la notion de communauté par une confiance mutuelle, un lien émotionnel et une homogénéité. La communauté se distingue de la société en ce que les acteurs de cette dernière ont des objectifs nettement plus individuels. Cela conduit à un lien plus lâche des individus envers la société. « Communauté » et « société » sont pour Tönnies les objets de la sociologie.
La société est le résultat des tensions et des frictions, inter-relationnelles et interactionnelles, qui proviennent :
- des moyens que prennent les citoyens et/ou des groupes de citoyens, pour répondre à leurs besoins, se développer et s'intégrer à la collectivité, qui sont partiellement ou totalement incompatibles avec les besoins d’un ou de plusieurs autres citoyens, qu’ils soient en groupe ou non, vivant au sein de cette collectivité ;
- de l'implémentation des différents processus de gestion au sein de cette collectivité, mises en place pour gérer les interrelations entre ses citoyens, ou groupe de citoyens, ainsi que leurs interactions avec les ressources sociétales pour justement gérer les tensions et les frictions qui apparaissent lorsque les besoins des citoyens, ou groupes de citoyens, sont partiellement ou totalement incompatibles.

## Concept de société défini par les sociologues
Le concept de société n'est pas l'objet d'analyse principal chez tous les sociologues. Il est par ailleurs remis en question chez certains sociologues en ayant fait leur objet central.
Chez Durkheim
Émile Durkheim distingue deux types de sociétés :
| Société traditionnelle                                                                    | Société moderne (ou industrielle)                                                                              |
| ----------------------------------------------------------------------------------------- | --- |
| Solidarité mécanique                                                                      | Solidarité organique                                                                                           |
| Les membres de la société sont peu spécialisés et peu différentiables par leurs fonctions | Les membres de la société sont spécialisés (division du travail social) et sont en situation d'interdépendance |

« En s’agrégeant, en se pénétrant, en se fusionnant, les âmes individuelles donnent naissance à un être, psychique si l’on veut, mais qui constitue une individualité psychique d’un genre nouveau »

— Émile Durkheim, Les règles de la méthode sociologique, 1895, Chapitre V, section 2, § 18.
Chez Weber
Max Weber rattachera le concept de socialisation aux caractéristiques indiquées par Ferdinand Tönnies[réf. nécessaire].
Chez Bourdieu
Pour Pierre Bourdieu, la société n'est pas complètement explicable. Il y a toutefois deux niveaux à différencier : le niveau de la pratique sociale, dans la vie de tous les jours ou des régularités se jouent, et le niveau de la théorie de la pratique, où on doit examiner les rapports de force inconscients de la pratique sociale (habitus). Le travail de Bourdieu contient ainsi une composante critique de la société.
Chez Richard Jenkins
Le sociologue Richard Jenkins[en] se pose des questions relatives à l'existence des sociétés :
- Comment les humains pensent et échangent entre eux — le monde sensoriel ne compose qu'une fraction de l'humain. Pour comprendre le monde, nous devons concevoir les interactions humaines de façon abstraite (c'est-à-dire du point de vue sociétal) ;
- Beaucoup de phénomènes ne peuvent pas être réduits au comportement individuel — pour expliquer certains phénomènes, une vue de quelque chose « plus grande que la somme de ses parties » est nécessaire ;
- Les collectivités survivent la plupart du temps compte tenu de la durée de vie de ses membres ;
- L'état humain a toujours signifié aller au-delà de l'évidence de nos sens ; chaque aspect de nos vies est attaché au collectif[2].

## Vision dépassée d'une évolution progressiste des sociétés
Selon Émile Durkheim toutes les sociétés humaines se développent par les mêmes stades qui vont vers une complexification croissante et une spécialisation croissante. Toutes les sociétés ont ce qu'il appelle une forme source identique[réf. nécessaire]. Par la suite, les structures de parenté, les rapports de travail se complexifieraient ; la spécialisation augmenterait et la raison gouvernerait de plus en plus de champs sociaux[réf. nécessaire].
Pour sa part, Gerhard Lenski, sociologue, a différencié des sociétés basées sur leur niveau de technologie, de communication et d'économie : chasseurs et cueilleurs, agricole, agricole avancé, industriel.
Ce système de classification contient quatre[à vérifier] catégories :
- chasseurs-cueilleurs généralement égalitaires ;
- sociétés tribales dans lesquelles il y a quelques exemples limités de rang social et de prestige ;
- structures stratifiées dirigées près des chefs de clans ;
- civilisations, avec des hiérarchies sociales complexes et des nombreux gouvernements organisés et institutionnels ;
- société moderne diversifiée sur laquelle reposent tous les éléments de la société.

C'est à peu près le même système développé plus tôt par les anthropologues Morton H. Frit, un théoricien du conflit, et Elman Service, un théoricien de l'intégration, qui ont produit un système de classification pour des sociétés dans toutes les cultures humaines basé sur l'évolution de l'inégalité sociale et le rôle de l'État.
Avec le temps, certaines cultures ont progressé vers les formes plus complexes d'organisation et d'autorité. Cette évolution culturelle a eu un effet profond sur les modèles de la communauté. Les tribus de chasseurs-cueilleurs rassemblées autour des lieux de chasse saisonniers se sont sédentarisées dans des villages agraires. Ces villages sont devenus des villes et les villes ont mué en villes-État et en États-nations.
Aujourd'hui, beaucoup d'anthropologues et de sociologues s'opposent à la notion d'évolution culturelle et des « étapes » rigides décrites. En fait, les données anthropologiques ont suggéré que la complexité (civilisation, croissance et densité de population, spécialisation, etc.) ne conduit pas toujours à une forme d'organisation ou de stratification sociale hiérarchique.

## Aspects ontologiques marxistes
À titre relatif, il faut mentionner un débat continu entre les cercles de sociologues et d'anthropologues pour savoir s'il existe (ou pas) une entité que nous pourrions appeler « société ». Certains théoriciens marxistes, comme Louis Althusser, Ernest Laclau et Slavoj Žižek, ont argüé du fait que la société n'est rien davantage qu'un effet idéologique d'un certain système de classes. Ils considèrent que ce terme ne devrait pas être employé comme notion sociologique.
Les sociologues néomarxistes ont construit une classification des sociétés différente de celle des sociologues structuro-fonctionnalistes.
La classification néo-marxiste résumée des sociétés, est la suivante :
- les sociétés précapitalistes ou féodales ;
- les sociétés capitalistes ;
- les sociétés capitalistes monopolistes d’État ;
- les sociétés collectivistes d’État ou socialistes-étatistes ;
- les sociétés socialistes ;
- les sociétés communistes.

## Sociétés mondiales
Ferdinand Tönnies et Niklas Luhmann (théorie des systèmes sociaux) ont des approches plus étendues — comme d'autres macrothéoriciens qui y ont réfléchi — avec l'idée de « société mondiale » (Karl Marx a développé le mécanisme d'exploitation propre au capitalisme ; Ludwig Gumplowicz a annoncé la guerre entre groupes ; Ferdinand Tönnies est l'initiateur lointain de ce concept ; Niklas Luhmann fait un raccord en analysant les médias de masse (dont la communication, la circulation de l'argent, etc.).

## Variété d'usages
Il existe des sociétés animales dont l'étude est effectuée par l'éthologie sociale ou la sociobiologie, comme les sociétés de fourmis ou de celles de primates.
En science politique le terme est employé dans la signification de rapports humains en relation avec l'État et le pouvoir, c'est-à-dire l'appareil des règles, des institutions et leurs applications du gouvernement sur un territoire. Une « société » peut se référer à un peuple en particulier, à un état-nation ou à un large groupe culturel. On compte aussi les entreprises, les organisations de personnes. Certaines peuvent être secrètes. On retrouve aussi le terme dans un certain nombre d'expressions courantes